# Джефферсон-стрит (линия Канарси, Би-эм-ти)
|   |   |   |   |
| · | · | · | · |

|   |   |   |   |
| · | · | · | · |

«Джефферсон-стрит» (англ. Jefferson Street) — станция Нью-Йоркского метрополитена, расположенная на линии Канарси, Би-эм-ти. Станция находится в Бруклине, в округе Бушуик, на пересечении Джефферсон-стрит и Уайкофф-авеню. На станции останавливается маршрут L (круглосуточно).
Эта станция была открыта 14 декабря 1928 года в составе второй очереди линии BMT Canarsie Line от Montrose Avenue до Broadway Junction. Первоначальный проект этого участка предполагал строительство эстакадной линии, то есть эта станция должна была быть тоже эстакадной, но позже был принят проект подземной линии.
Станция представлена двумя боковыми платформами. Платформы оформлены стандартным образом: стены отделаны белой плиткой. Под потолком есть мозаичный орнамент с буквами «J». Название станции также выложено мозаикой. Архитектура мозаики использовала в себе преимущественно жёлтые (вернее сказать, золотые), синие и коричневые цвета. Некоторые белые плитки на стенах раскрашены в крапинку (ручная работа). На платформах есть колонный ряд, протянувшийся вдоль края каждой из платформ. Колонны окрашены в синий цвет, на некоторых из них располагаются стандартные чёрные таблички с названием станции. На станции в 2000 году был проведён косметический ремонт.
Станция имеет два выхода. Первый (основной) выход располагается с восточного конца станции и работает круглосуточно. Он представлен мезонином над платформами и путями, куда с каждой платформы поднимается по одной широкой лестнице. В мезонине располагается турникетный павильон. Есть возможность бесплатного перехода между платформами. Из мезонина в город ведут четыре лестницы: ко всем углам перекрёстка Старр-стрит и Уайкофф-авеню.
Второй выход располагается с западного конца станции. Он не имеет мезонина, то есть фактически выходы с обеих платформ независимы друг от друга. Турникетный павильон располагается прямо на уровне платформ и представлен двумя полноростовыми турникетами. Один из них работает как на вход, так и на выход, тогда как второй — только на выход со станции. В город из турникетного зала с каждой платформы ведёт по одной лестнице. Лестница северной платформы (на Манхэттен) приводит к северо-западному углу перекрёстка Джефферсон-стрит и Уайкофф-авеню, а южная (из Манхэттена) — к юго-западному углу того же перекрёстка.